# Pasha Parfeni
Pasha Parfeni, pseudonimo di Pavel Parfeni, talvolta accreditato come Pasha Parfeny (Orhei, 30 maggio 1986), è un cantante moldavo.
Ha rappresentato la Moldavia all'Eurovision Song Contest 2012 con il brano Lǎutar, e nuovamente nel 2023 con Soarele și Luna.

## Biografia
Figlio di un cantante e chitarrista e di un'insegnante di pianoforte, Pasha Parfeni ha ricevuto una formazione musicale: ha iniziato da piccolo a prendere lezioni di pianoforte, e nel 2002 ha iniziato a frequentare il conservatorio a Tiraspol, dove ha studiato canto. Nel 2006 si è uscritto all'Accademia Statale di Musica, Teatro e Belle Arti di Chișinău.
Nel 2008 Pasha Parfeni ha iniziato a collaborare con Anton Ragoza e Sergey Stepanov, fondatori del complesso di musica dance SunStroke Project, che cercavano un cantante. Nel 2009 il gruppo ha conquistato il 3º posto a O melodie pentru Europa, festival utilizzato per la selezione del rappresentante moldavo all'annuale Eurovision Song Contest, con il brano No Crime, scritto da Parfeni. Dopo un anno ha lasciato il gruppo per avviare la sua carriera solista ed è stato rimpiazzato da Sergei Ialovitsķi. Ha quindi partecipato a varie rassegne musicali, vincendo il primo posto al Festival Internazionale di Musica Pop "George Grigoriu" e arrivando secondo allo Slavianski Bazaar nel 2009.
Nel 2010 ha nuovamente partecipato alla selezione eurovisiva moldava, piazzandosi secondo con You Should Like, e poi nel 2011, arrivando terzo con Dorule. Nel 2012 ha preso parte per la quarta volta a O melodie pentru Europa con l'inedito Lǎutar, questa volta vincendo e ottenendo la possibilità di rappresentare la Moldavia all'Eurovision Song Contest 2012 a Baku, dove si è piazzato 11º su 26 partecipanti nella finale. È stato inoltre autore del brano eurovisivo moldavo per il 2013, O mie di Aliona Moon.
Pasha Parfeni è tornato a O melodie pentru Europa nel 2020, conquistando il secondo posto con My Wine, e poi nel 2023 (con il nuovo nome Etapa Națională) con Soarele și Luna, che ha vinto il voto della giuria e il televoto, rendendolo di diritto il rappresentante moldavo all'Eurovision Song Contest 2023 a Liverpool. Nel maggio successivo, dopo essersi qualificato dalla prima semifinale, Pasha Parfeni si è esibito nella finale eurovisiva, dove si è piazzato al 18º posto su 26 partecipanti con 96 punti totalizzati.

## Discografia

### Singoli
- 2009 – No Crime (come parte dei SunStroke Project)
- 2009 – Tu nu vezi cerul
- 2010 – You Should Like
- 2010 – Be Yourself
- 2011 – Dorule
- 2012 – Lǎutar
- 2015 – Te mai iubesc
- 2016 – Cântecul zorilor
- 2016 – Acasă
- 2017 – Îmi pare rău
- 2018 – Hoții
- 2018 – Doua tinereți (con l'Orchestra Lǎutarii)
- 2020 – My Wine
- 2020 – Lasă-mă (con Nicoleta Nuca)
- 2020 – Liber
- 2021 – Orele (con Cleopatra Stratan)
- 2022 – Ne streljaj
- 2022 – 18 am făcut (con Andreea Bostanica)
- 2022 – Chișinăul (con Natalia Barbu)
- 2023 – Soarele și Luna